# 戦争一覧
戦争一覧（せんそういちらん）は、世界史上の主な戦争の年代別の一覧である。
- 日本国内で行われた内戦については日本の合戦一覧を参照。
- 戦闘の一覧については戦闘一覧を参照。
- 国内の勢力同士の戦争である内戦、反乱、独立戦争については下記にもあわせて掲載する。
  - 当事者間の権力や階級の差が大きい戦争は反乱一覧を参照。
  - 当事者間の権力や階級の差が小さい戦争は内戦一覧を参照。
  - 地域の独立を志向した戦争は独立戦争一覧を参照。

## 紀元前
Category:紀元前の戦争 を参照
- 紀元前12世紀頃 トロイア戦争
- 紀元前770年 - 紀元前403年 春秋時代 - Category:春秋戦国の戦闘
- 紀元前492年 - 紀元前449年 ペルシア戦争
- 紀元前431年 - 紀元前404年 ペロポネソス戦争
- 紀元前403年 - 紀元前221年 戦国時代 (中国)
- 紀元前395年 - 紀元前387年 コリントス戦争
- 紀元前343年 - 紀元前290年 サムニウム戦争
- 紀元前334年 - 紀元前323年 アレクサンドロス大王の東征
- 紀元前327年 - ディアドコイ戦争
- 紀元前264年 - 紀元前146年 ポエニ戦争 - Category:ポエニ戦争 - Category:ポエニ戦争の戦闘
  - 紀元前264年 - 紀元前241年 第一次ポエニ戦争
  - 紀元前218年 - 紀元前201年 第二次ポエニ戦争
  - 紀元前149年 - 紀元前146年 第三次ポエニ戦争
- 紀元前229年 - 紀元前219年 イリュリア戦争
- 紀元前215年 - 紀元前148年 マケドニア戦争
  - 紀元前215年 - 紀元前205年 第一次マケドニア戦争
  - 紀元前200年 - 紀元前196年 第二次マケドニア戦争
  - 紀元前171年 - 紀元前168年 第三次マケドニア戦争
  - 紀元前150年 - 紀元前148年 第四次マケドニア戦争
- 紀元前206年 - 紀元前202年 楚漢戦争
- 紀元前192年 - 紀元前188年 ローマ・シリア戦争
- 紀元前181年 - 紀元前179年 第一次ケルティベリア戦争
- 紀元前165年 - 紀元前142年 マカバイ戦争
- 紀元前153年 - 紀元前133年 ヌマンティア戦争（第二次ケルティベリア戦争）
- 紀元前155年 - 紀元前140年 ルシタニア戦争
- 紀元前113年 - 紀元前101年 キンブリ・テウトニ戦争
- 紀元前111年 - 紀元前105年 ユグルタ戦争
- 紀元前91年 - 紀元前88年 同盟市戦争
- 紀元前88年 - 紀元前63年 ミトリダテス戦争
  - 紀元前88年 - 紀元前84年 第一次ミトリダテス戦争
  - 紀元前83年 - 紀元前81年 第二次ミトリダテス戦争
  - 紀元前74年 - 紀元前63年 第三次ミトリダテス戦争
- 紀元前73年 - 紀元前71年 スパルタクスの反乱
- 紀元前58年 - 407年 ゲルマニア戦争（全35次）(en:Chronology of warfare between the Romans and Germanic tribes)
  - 紀元前58年 - 紀元前50年 ガリア戦争 - Category:ガリア戦争
- 紀元前49年 - 紀元前45年 ローマ内戦
- 紀元前44年 - 紀元前30年 ローマの内乱

## 紀元1年～500年
Category:1-5世紀の戦争 を参照
- 66年～70年 - ユダヤ戦争
- 68年 - 四皇帝の年
- 101年～106年 - ダキア戦争
- 220年～280年 - 三国時代
- 291年～306年 - 八王の乱
- 304年～439年 - 五胡十六国時代

## 501年～1000年
Category:6-10世紀の戦争 を参照
- 533年～534年 - ヴァンダル戦争
- 535年～554年 - ゴート戦争
- 663年 - 白村江の戦い・Category:白村江の戦い
- 663年～651年 - イスラーム教徒のペルシア征服
- 718年～1492年 - レコンキスタ
- 722年～804年 - ザクセン戦争
- 751年 - タラス河畔の戦い
- 907年～960年 - 五代十国時代

## 1001年～1500年
Category:11-15世紀の戦争 を参照
- 1019年 - 刀伊の入寇
- 1055年～1308年 - セルジューク・東ローマ戦争
- 1066年 - ノルマン・コンクエスト
- 1096年～1291年 - 十字軍・Category:十字軍
  - 1096年～1099年 - 第1回十字軍
  - 1147年～1149年 - 第2回十字軍
  - 1187年～1191年 - 第3回十字軍
  - 1202年～1204年 - 第4回十字軍
  - 1217年～1221年 - 第5回十字軍
  - 1228年 - 第6回十字軍
  - 1248年～1254年 - 第7回十字軍
  - 1270年 - 第8回十字軍
  - 1271年～1291年 - 第9回十字軍
- 1205年～1209年 - 西夏遠征（第一次〜第三次）
- 1211年～1215年 - 第一次対金戦争
- 1218年 - 第四次西夏遠征
- 1219年～1222年 - チンギス・カンの西征
- 1218年 - 第五次西夏遠征
- 1230年～1234年 - 第二次対金戦争
- 1235年～1241年 - 第一次モンゴル・南宋戦争
- 1236年～1241年 - バトゥの西征
- 1240年～1241年 - モンゴルのポーランド侵攻
- 1253年～1259年 - 第二次モンゴル・南宋戦争
- 1253年～1254年 - 雲南・大理遠征
- 1253年～1260年 - フレグの西征
- 1260年～1264年 - モンゴル帝国帝位継承戦争（アリクブケの乱）
- 1268年～1279年 - 第三次モンゴル・南宋戦争
- 1264年〜1308年 - モンゴルの樺太侵攻
- 1274年～1281年 - 元寇（文永・弘安の役）
- 1296年～1333年 - スコットランド独立戦争
- 1314年～1429年 - 三山時代
- 1337年～1453年 - 百年戦争・Category:百年戦争・Category:百年戦争の戦闘
- 1419年 - 応永の外寇
- 1419年～1436年 - フス戦争
- 1453年 - コンスタンティノープルの陥落
- 1453年 - 志魯・布里の乱
- 1455年～1485年 - 薔薇戦争・Category:薔薇戦争・Category:薔薇戦争の戦闘
- 1474年〜1477年-ブルゴーニュ戦争
- 1494年〜1559年-イタリア戦争・category:イタリア戦争
- 1499年-シュヴァーベン戦争

## 1501年～1600年
Category:16世紀の戦争 を参照
- 1507年〜1622年-ペルシア・ポルトガル戦争
- 1524年～1525年 - ドイツ農民戦争
- 1546年～1547年 - シュマルカルデン戦争
- 1558年～1583年 - リヴォニア戦争
- 1562年～1598年 - ユグノー戦争・Category:ユグノー戦争
- 1563年～1570年 - 北方七年戦争
- 1568年～1648年 - 八十年戦争
- 1585年～1604年 - 英西戦争
- 1592年～1598年 - 文禄・慶長の役・Category:文禄・慶長の役・Category:文禄・慶長の役の戦闘

## 1601年～1700年
Category:17世紀の戦争 を参照
- 1605年～1618年 - ロシア・ポーランド戦争 (1605年-1618年)
- 1609年 - 琉球侵攻
- 1610年〜1617年-イングリア戦争
- 1611年～1613年 - カルマル戦争
- 1618年～1648年 - 三十年戦争・Category:三十年戦争・Category:三十年戦争の戦闘
- 1618年〜1683年-明清交替
- 1621年～1629年 - スウェーデン・ポーランド戦争
- 1622年～1890年 - インディアン戦争・Category:インディアン戦争
- 1624年 - 丁卯胡乱（後金の第1次朝鮮侵攻）
- 1636年 - 丙子の乱（後金の第2次朝鮮侵攻）
- 1638年～1660年 - 三王国戦争（清教徒革命）・Category:清教徒革命の戦闘
  - 1639年～1640年 - 主教戦争
  - 1640年～1649年 - アイルランド同盟戦争 (en:Irish Confederate Wars)
  - 1641年～1649年 - イングランド内戦
- 1643年～1645年 - トルステンソン戦争
- 1648年～1653年 - フロンドの乱
- 1652年～1654年 - 第一次英蘭戦争
- 1654年～1667年 - ロシア・ポーランド戦争（大洪水時代）
- 1655年～1660年 - 北方戦争
  - 1655年～1659年 - スウェーデン・ポーランド戦争
  - 1657年～1660年 - カール・グスタフ戦争
- 1665年～1667年 - 第二次英蘭戦争
- 1667年～1668年 - ネーデルラント継承戦争
- 1672年～1678年 - オランダ侵略戦争
- 1672年～1674年 - 第三次英蘭戦争
- 1675年～1679年 - スコーネ戦争
- 1676年～1681年 - 露土戦争 (1676年-1681年)
- 1681年～1707年 - デカン戦争
- 1683年～1699年 - 大トルコ戦争
- 1688年～1697年 - 大同盟戦争（プファルツ継承戦争）
- 1689年～1763年 - 北米植民地戦争 - Category:北米植民地戦争
  - 1689年～1697年 - ウィリアム王戦争
- 1700年～1721年 - 大北方戦争 - Category:大北方戦争

## 1701年 - 1800年
Category:18世紀の戦争 を参照
- 1701年 - 1714年：スペイン継承戦争
  - 1702年 - 1713年：アン女王戦争（北米植民地戦争）
- 1703年 - 1704年：オスマン帝国による西グルジア侵攻（英語版）
- 1704年 - 1708年：第一次ジャワ継承戦争（英語版）
- 1707年：ムガル継承戦争（英語版）
- 1711年 - 1715年：タスカローラ戦争
- 1712年：トッゲンブルク戦争（英語版）
- 1714年 - 1718年：オスマン・ヴェネツィア戦争（英語版）
- 1715年 - 1717年：ヤマシー戦争
- 1717年：オマーンによるバーレーン侵攻（英語版）
- 1718年 - 1720年：四国同盟戦争
- 1720年：清によるチベット遠征（英語版）
- 1721年 - 1763年：チカソー戦争
- 1722年 - 1723年：ロシア・ペルシャ戦争
- 1722年 - 1725年：ラル神父戦争
- 1722年 - 1727年：オスマン・ホタキ戦争（英語版）
- 1727年 - 1729年：英西戦争
- 1730年 - 1735年：オスマン・サファヴィー戦争（英語版）
- 1733年 - 1738年：ポーランド継承戦争
- 1735年 - 1737年：スペイン・ポルトガル戦争（英語版）
- 1735年 - 1739年：オーストリア・ロシア・トルコ戦争
- 1738年 - 1740年：ナーディル・シャーのムガル帝国侵攻
- 1740年 - 1748年：オーストリア継承戦争
  - 1739年 - 1748年：ジェンキンスの耳の戦争
  - 1740年 - 1745年：シュレージエン戦争
  - 1744年 - 1748年：ジョージ王戦争（北米植民地戦争）
  - 1744年 - 1748年：第一次カーナティック戦争（インドでの英仏戦争）
- 1741年 - 1743年：ロシア・スウェーデン戦争
- 1743年 - 1746年：オスマン・アフシャール戦争（英語版）
- 1749年 - 1757年：第三次ジャワ継承戦争（英語版）
- 1750年 - 1754年：第二次カーナティック戦争
- 1752年 - 1757年：コンバウン・ペグー戦争（英語版）
- 1756年：グアラニー戦争（英語版）
- 1756年 - 1763年：七年戦争・Category:七年戦争
  - 1754年 - 1763年：フレンチ・インディアン戦争（北米植民地戦争）
    - 1758年 - 1761年：イギリス・チェロキー戦争（英語版）

  - 1757年 - 1762年：ポメラニア戦争
  - 1758年 - 1763年：第三次カーナティック戦争
  - 1762年 - 1763年：スペイン・ポルトガル戦争（英語版）
- 1759年 - 1760年：泰緬戦争
- 1763年 - 1766年：ポンティアック戦争
- 1763年 - 1864年：ロシア・チェルケス戦争（英語版）
- 1765年 - 1769年：清緬戦争
- 1767年 - 1799年：マイソール戦争（第一次 - 第四次）
- 1767年 - 1769年：第一次マイソール戦争
- 1768年 - 1774年：第一次露土戦争
- 1769年 - 1772年：デンマーク・アルジェ戦争（英語版）
- 1775年 - 1776年：泰緬戦争（英語版）
- 1775年 - 1783年：アメリカ独立戦争・Category:アメリカ独立戦争・Category:アメリカ独立戦争の戦闘
  - 1779年 - 1783年：英西戦争
  - 1780年 - 1784年：第四次英蘭戦争
- 1775年 - 1817年：マラーター戦争（第一次 - 第三次）
- 1776年 - 1777年：スペイン・ポルトガル戦争
- 1778年 - 1779年：バイエルン継承戦争
- 1784年：やかん戦争（英語版）
- 1785年 - 1786年：泰緬戦争
- 1787年：プロイセンのネーデルラント進駐
- 1787年 - 1791年：第二次露土戦争
- 1787年 - 1791年：墺土戦争
- 1788年 - 1790年：第一次ロシア・スウェーデン戦争
  - 1788年 - 1789年：劇場戦争（英語版）
- 1788年 - 1792年：清・ネパール戦争
- 1791年 - 1804年：ハイチ革命
- 1792年：ポーランド・ロシア戦争
- 1792年 - 1802年：フランス革命戦争
  - 1792年 - 1797年：第一次対仏大同盟
  - 1793年 - 1796年：ヴァンデの反乱
  - 1796年 - 1808年：英西戦争（英語版）
  - 1798年 - 1800年：擬似戦争
  - 1798年 - 1802年：第二次対仏大同盟
- 1798年：アイルランド反乱 (1798年)（英語版）
- 1799年：第四次マイソール戦争

## 1801年 - 1900年
Category:19世紀の戦争 を参照
- 1801年～1805年 - 第一次バーバリ戦争
- 1803年～1815年 - ナポレオン戦争・Category:ナポレオン戦争・Category:ナポレオン戦争の戦闘
  - 1807年～1814年 - スペイン独立戦争
- 1804年～1813年 - 第一次イラン・ロシア戦争
- 1808年～1809年 - 第二次ロシア・スウェーデン戦争
- 1809年～1825年 - ボリビア独立戦争
- 1810年～1821年 - メキシコ独立戦争
- 1812年～1814年 - 米英戦争（1812年戦争）
- 1814年～1816年 - グルカ戦争（ネパール戦争）
- 1815年 - 第二次バーバリ戦争
- 1820年～1823年 - スペイン内戦 (1820年-1823年)（スペイン立憲革命）
- 1821年～1829年 - ギリシャ独立戦争
- 1824年～1826年 - 第一次英緬戦争（ビルマ戦争）
- 1825年 - ジャワ戦争
- 1825年～1828年 - シスプラティーナ戦争
- 1826年～1828年 - 第二次イラン・ロシア戦争
- 1836年～1839年 - ペルー・ボリビア戦争（英語版）
- 1838年～1842年 - 第一次アフガン戦争
- 1839年～1851年 - 大戦争
- 1840年～1842年 - 阿片戦争（アヘン戦争）
- 1843年～1852年 - シク戦争（第一次・第二次）
- 1846年～1848年 - 米墨戦争
- 1848年～1850年 - 第一次シュレースヴィヒ＝ホルシュタイン戦争
- 1851年～1865年 - 太平天国の乱
- 1852年～1853年 - 第二次英緬戦争
- 1853年～1856年 - クリミア戦争
- 1856年～1860年 - アロー戦争（第二次阿片戦争）
- 1857年～1858年 - インド大反乱（第一次インド独立戦争）
- 1858年～1861年 - イタリア統一運動（リソルジメント）・Category:イタリア統一運動
- 1859年～1863年 - 連邦戦争（英語版）
- 1861年～1865年 - 南北戦争・Category:南北戦争・Category:南北戦争の戦闘
- 1863年 - 薩英戦争
- 1863年〜1864年 - 下関戦争
- 1864年 - 第二次シュレースヴィヒ＝ホルシュタイン戦争
- 1864年～1870年 - 三国同盟戦争（パラグアイ戦争）
- 1866年 - 普墺戦争
- 1868年～1878年 - 第一次キューバ独立戦争 （十年戦争）
- 1870年～1871年 - 普仏戦争
- 1877年～1878年 - 露土戦争
- 1878年～1881年 - 第二次アフガン戦争
- 1879年 - ズールー戦争
- 1879年～1884年 - 太平洋戦争（硝石戦争）
- 1880年～1881年 - 第一次ボーア戦争
- 1880年～1899年 - マフディー戦争
- 1884年～1885年 - 清仏戦争
- 1885年～1886年 - 第三次英緬戦争
- 1889年～1896年 - 第一次エチオピア戦争
- 1894年 - 甲午農民戦争
- 1894年～1895年 - 日清戦争・Category:日清戦争
- 1895年～1898年 - 第二次キューバ独立戦争（キューバ独立戦争）
- 1896年 - イギリス・ザンジバル戦争
- 1897年 - 希土戦争 (1897年)
- 1898年 - 米西戦争
- 1899年～1903年 - 千日戦争
- 1899年～1913年 - 米比戦争
- 1899年～1901年 - 義和団の乱（義和団の変、北清事変、義和団事件）
- 1899年～1902年 - 第二次ボーア戦争（ボーア戦争）

## 1901年～2000年
Category:20世紀の戦争 を参照

### 世界大戦
- 1904年～1905年 - 日露戦争・Category:日露戦争・Category:日露戦争の戦闘
- 1911年～1912年 - 伊土戦争
- 1912年 - 第一次バルカン戦争（バルカン戦争)
- 1913年 - 第二次バルカン戦争
- 1914年～1918年 - 第一次世界大戦・Category:第一次世界大戦・Category:第一次世界大戦の戦い・Category:第一次世界大戦の海戦
- 1917年～1922年 - ロシア内戦（ロシア革命・協商国のロシア内戦への介入・シベリア出兵）
- 1917年～1921年 - ウクライナ・ソビエト戦争
- 1918年～1919年 - ウクライナ・ポーランド戦争
- 1918年～1919年 - ハンガリー・ルーマニア戦争
- 1919年～1921年 - アイルランド独立戦争
- 1919年～1921年 - ポーランド・ソビエト戦争
- 1919年 - 第三次アフガン戦争（アフガニスタン独立戦争）
- 1919年～1922年 - 希土戦争（小アジア戦争）
- 1921年 - コト戦争（コスタリカによるパナマ侵攻）
- 1922年～1923年 - アイルランド内戦
- 1927年～1937年 - 第一次国共内戦
- 1931年～1933年 - 満州事変（十五年戦争）
- 1932年～1938年 - チャコ戦争
- 1934年 - サウジ・イエメン戦争
- 1935年～1936年 - 第二次エチオピア戦争
- 1936年～1939年 - スペイン内戦
- 1937年～1945年 - 日中戦争（支那事変）・Category:日中戦争
- 1938年 - 張鼓峰事件
- 1939年 - ノモンハン事件
- 1939年～1945年 - 第二次世界大戦・Category:第二次世界大戦・Category:第二次世界大戦の作戦と戦い・Category:第二次世界大戦の海戦
  - 1939年～1940年 - 冬戦争（ソ芬戦争）
  - 1941年～1944年 - 継続戦争（第二次ソ芬戦争）
  - 1941年～1945年 - 独ソ戦
  - 1941年～1945年 - 太平洋戦争・Category:太平洋戦争・Category:太平洋戦争の作戦と戦い・Category:太平洋戦争の海戦・Category:太平洋戦争の戦略爆撃
- 1941年～1942年 - エクアドル・ペルー戦争

### 東西冷戦時代
- 1945年～1949年 - インドネシア独立戦争
- 1945年～1954年 - 第一次インドシナ戦争
- 1946年～（継続[1]） - 第二次国共内戦
- 1946年～1949年 - ギリシャ内戦
- 1948年～1971年 - 印パ戦争
  - 1947年〜1949年 - 第一次印パ戦争
  - 1965年〜1966年 - 第二次印パ戦争
  - 1971年 - 第三次印パ戦争
- 1948年～1973年 - 中東戦争・Category:イスラエル・アラブ戦争
  - 1948年〜1949年 - 第一次中東戦争
  - 1956年 - 第二次中東戦争
  - 1967年 - 第三次中東戦争
  - 1973年 - 第四次中東戦争
- 1948年～（継続） - パレスチナ紛争
- 1948年～（継続） - ミャンマー内戦
- 1949年～（継続） - 東トルキスタン紛争
- 1950年～1951年 - チベット紛争
- 1950年～（継続[2]）- 朝鮮戦争・Category:朝鮮戦争
- 1954年～1962年 - アルジェリア戦争
- 1955年～1972年 - 第一次スーダン内戦
- 1956年 - ハンガリー動乱（ハンガリー事件）
- 1958年〜1976年 - タラ戦争
- 1959年 - チベット動乱
- 1959年～1962年 - 中印国境紛争
- 1959年～1975年 - ラオス内戦
- 1960年～1965年 - コンゴ動乱
- 1960年～1996年 - グアテマラ内戦
- 1960年～1975年 - ベトナム戦争（第二次インドシナ戦争）・Category:ベトナム戦争
- 1961年 - ピッグス湾事件
- 1961年 - ゴア併合
- 1961年～1962年 - 西イリアン紛争（英語版）
- 1962年 -（キューバ危機）
- 1962年～1969年 - 北イエメン内戦
- 1962年～1963年 - ベネズエラの反乱  (en:El Carupanazo, en:El Porteñazo)
- 1963年～1968年 - アルジェリア・モロッコ国境紛争
- 1963年～1964年 - キプロス内戦
- 1963年～1966年 - インドネシア・マレーシア紛争（英語版）
- 1964年～（継続） - コロンビア紛争
- 1965年 - ドミニカ内戦（英語版）
- 1965年～1979年 - ローデシア紛争
- 1965年～1984年 - チャド内戦（英語版）、チャド・リビア紛争
- 1967年～1970年 - ビアフラ戦争
- 1968年 - プラハの春（チェコ事件）
- 1969年 - 中ソ国境紛争
- 1969年 - サッカー戦争
- 1969年～1998年 - 北アイルランド紛争
- 1969年～（継続） - フィリピン紛争
- 1970年 - ヨルダン内戦（黒い九月事件）
- 1971年～1992年 - カンボジア内戦
- 1971年～（継続） - カシミール紛争
- 1973年 - 第四次中東戦争
- 1974年 - キプロス紛争
- 1975年～1989年 - ナミビア独立戦争
- 1975年～1990年 - レバノン内戦
- 1975年〜1989年 - カンボジア・ベトナム戦争
- 1975年 - インドネシアによる東ティモール侵攻
- 1975年～2002年 - アンゴラ内戦
- 1976年～（継続） - 西サハラ紛争
- 1977年～1979年 - ウガンダ・タンザニア戦争
- 1978年～1988年 - オガデン戦争
- 1979年 - 中越戦争
- 1979年～1989年 - ソビエト連邦のアフガニスタン侵攻
- 1979年～1990年 - ニカラグア内戦
- 1980年～1992年 - エルサルバドル内戦
- 1980年～1988年 - イラン・イラク戦争
- 1980年～（継続） - ペルー紛争（英語版）
- 1982年 - フォークランド紛争
- 1983年～2004年 - 第二次スーダン内戦
- 1983年 - グレナダ侵攻
- 1983年～2009年 - スリランカ内戦
- 1979年―1990年 - 中越国境紛争
- 1986年～1987年 - トヨタ戦争
- 1988年～1994年 - ナゴルノ・カラバフ戦争
- 1989年～2001年 - アフガニスタン内戦
- 1989年～1992年 - 第一次南オセチア紛争
- 1989年 - パナマ侵攻

### 冷戦後
- 1989年～1990年 - エチオピア内戦
- 1989年～2003年 - リベリア内戦
  - 1989年～1996年 - 第一次リベリア内戦
  - 1999年〜2003年 - 第二次リベリア内戦
- 1990年～1994年 - ルワンダ紛争
- 1990年～1991年 - 湾岸戦争・Category:湾岸戦争
- 1991年～2001年 - シエラレオネ紛争
- 1991年～2000年 - ユーゴスラビア紛争
  - 1991年 - 十日間戦争（スロベニア独立戦争）
  - 1991年～1995年 - クロアチア戦争
  - 1992年～1995年 - ボスニア紛争
  - 1999年～2000年 - コソボ紛争
  - 2001年 - マケドニア紛争
- 1991年～2001年 - ジブチ内戦
- 1991年～2002年 - アルジェリア内戦
- 1991年～（継続） - ソマリア内戦
- 1991年～（継続） - カザマンス紛争
- 1992年 - オセチア・イングーシ紛争
- 1992年 - トランスニストリア戦争
- 1992年～1994年 - アブハジア紛争
- 1994年 - イエメン内戦
- 1994年～1996年 - 第一次チェチェン紛争
- 1995年～1998年 - ハニーシュ群島紛争
- 1996年〜1998年 - 第一次コンゴ戦争
- 1998年～2000年 - エチオピア・エリトリア国境紛争
- 1998年～2002年 - 第二次コンゴ戦争
- 1998年～2001年 - ポソ宗教戦争
- 1999年～2009年 - 第二次チェチェン紛争
- 1999年 - 東ティモール紛争
- 1999年 - カルギル紛争
- 2000年 -  六日間戦争(2000年)（英語版）
- 2000年～（継続） - インドネシア紛争

## 2001年～現在
Category:21世紀の戦争 を参照
- 2001年 - 2001年バングラデシュ・インド国境紛争（英語版）
- 2001年～2021年 - アメリカのアフガニスタン侵攻（対テロ戦争）
- 2001年～（継続） - パキスタン紛争
- 2003年～2011年 - イラク戦争・Category:イラク戦争
- 2003年～（継続） - ダルフール紛争
- 2004年～（継続） - サリン紛争
- 2004年～（継続） - タイ紛争
- 2004年～（継続） - ワジリスタン紛争
- 2006年 - 東ティモール内乱
- 2006年 - イスラエルのガザ侵攻・レバノン侵攻
- 2006年 - エチオピアのソマリア侵攻
- 2006年～2009年 - スリランカ内戦
- 2008年 - 第二次南オセチア紛争（グルジア紛争）
- 2008年～2009年 - イスラエルのガザ紛争
- 2011年 - シナイ紛争（英語）
- 2011年 - リビア内戦
- 2011年～2024年 - シリア内戦
- 2012年～（継続） - マリ北部紛争
- 2012年～（継続）- 中央アフリカ共和国内戦
- 2013年 - スールー王国軍によるラハダトゥ侵攻
- 2014年 - イスラエルのガザ侵攻
- 2014年〜(継続) - ウクライナ紛争
- 2014年〜2020年 - 2014年リビア内戦
- 2015年〜(継続) - イエメン内戦
- 2016年 - 2016年ナゴルノ・カラバフ紛争（英語版）
- 2017年 - マラウィの戦い
- 2020年〜(継続)2020-2021ミャンマー反乱（英語版）
- 2020年 - 2020年ナゴルノ・カラバフ紛争
- 2021年〜(継続) - パンジシール紛争
- 2022年〜(継続) - 2022年ロシアのウクライナ侵攻
- 2023年 - 2023年ナゴルノ・カラバフ衝突
- 2023年～(継続) - 2023年パレスチナ・イスラエル戦争・レバノン侵攻(2024年)
- 2024年〜(継続) - 2024年イスラエルのシリア侵攻
- 2025年 - イラン・イスラエル戦争